# SMZB
SMZB (xinès simplificat: 生命之餅, pinyin: Shēngmìng zhī bǐng, literalment 'el pa de la vida') és una banda xinesa de punk hardcore de Wuhan. Són una banda pionera en l'escena punk de Wuhan i publicada per Maybe Mars Records. Wu Wei, el cantant i lletrista de la banda, és àmpliament considerat com un dels punks més influents del país.
Es forma a finals del 1996 a Wuhan, quan el líder i cantant, Wu Wei, torna d'estudiar a Beijing influenciat per la música internacional que escoltava mitjançant els dakou. La segona baterista, Hu Juan, era una dona, fet unusual a la música punk del món o de la Xina per aquelles dates. Tot i que el nom del grup era originàriament en xinés, des del 2002 només utilitzen les sigles.
Amb la incorporació de la gaita, el seu so evoluciona cap a un punk cèltic. Foren el grup pioner de l'escena punk de Wuhan, un lloc on no hi havia sales de concerts per a grups del gènere, fent els primers concerts a la Universitat de Wuhan i a locals de karaoke.